# ZRS-4 USS Akron

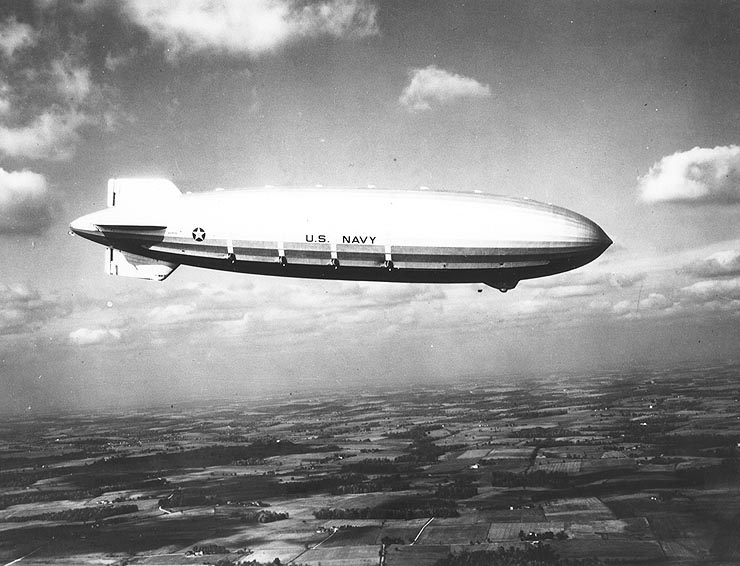
USS Akron

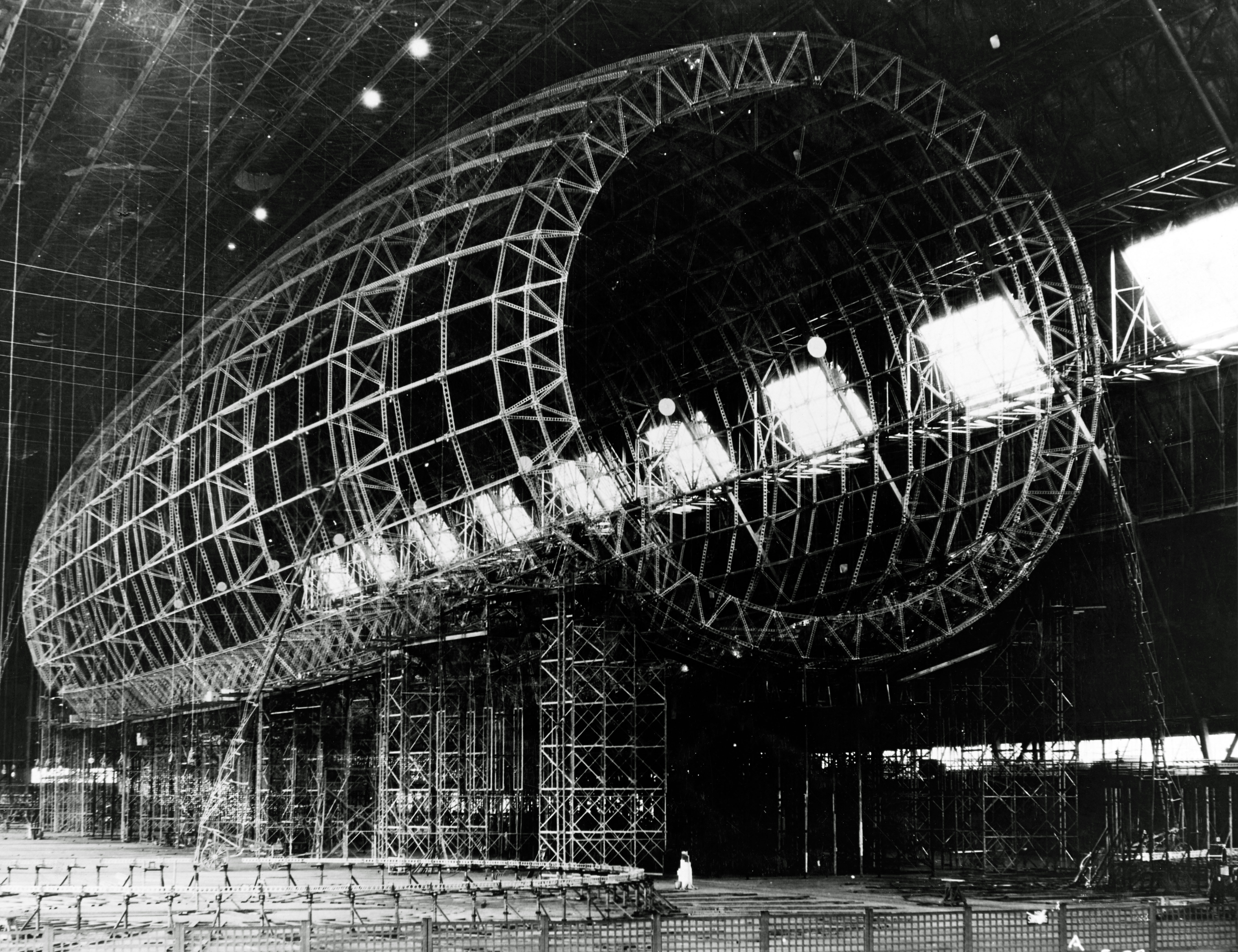
USS Akron in aanbouw

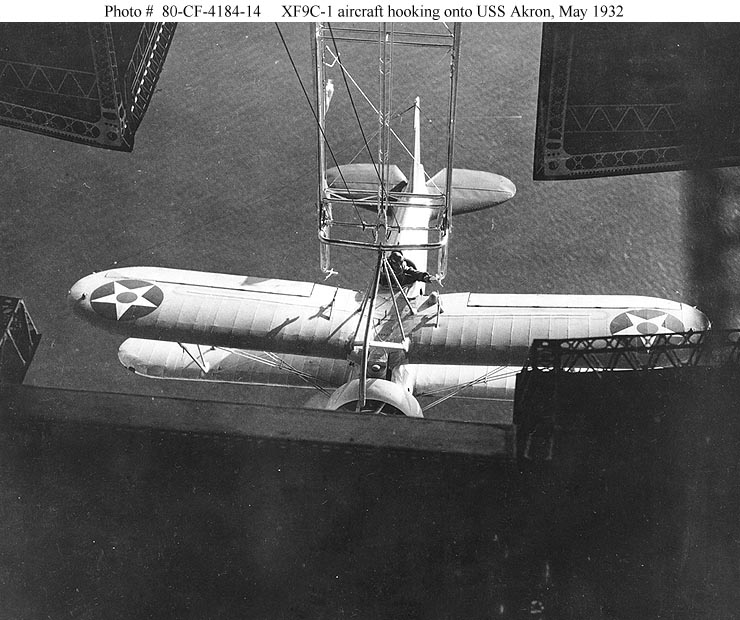
XF9C-1-vliegtuig haakt aan

De USS Akron was een Amerikaans luchtschip van het stijve type. Het was in opdracht van de Amerikaanse marine door de firma Goodyear Zeppelin Corporation gebouwd. Op 2 oktober 1931 maakte het luchtschip zijn eerste vlucht.
Op het moment dat het luchtschip gereed was, was het het grootste luchtschip ter wereld. Het kon maximaal vijf vliegtuigen vervoeren in een ingebouwde hangar, vanwaaruit de vliegtuigen konden worden neergelaten en binnengehaald door middel van een trapeze.
Gedurende twintig maanden heeft de Akron 73 vluchten ondernomen en heeft daarbij 1700 vlieguren zonder noemenswaardige problemen gemaakt. De USS Akron had een zusterschip: de Macon.

## Ongeluk
Op 4 april 1933 ging het luchtschip in de vroege ochtend verloren, na gedurende de gehele nacht een zeer zware storm voor de Atlantische kust bij New Jersey te hebben doorstaan. De stuurkabels braken en de boeg van het luchtschip richtte zich op, waardoor de staart het water raakte. Het schip verdween korte tijd later in de golven.
Slechts drie van de 76 bemanningsleden overleefden tot hun redding de volgende morgen. Onder de slachtoffers waren ook admiraal Moffet en schermer George Calnan. Tijdens het zoeken naar overlevenden verongelukte ook de blimp J-3, waarbij nog eens twee slachtoffers vielen.